# Bronckhorst
Bronckhorst este o comună în provincia Gelderland, Țările de Jos. 

## Localități componente
Hengelo, Keijenborg, Noordink, Dunsborg, Bekveld en Gooi, Varssel, Veldhoek.